# Krepšinio klubas Prienai
Il K.K. Prienai (in lituano: Krepšinio klubas Prienai) era una società cestistica avente sede nella città di Prienai, in Lituania. Fondata nel 1994, giocava nel campionato lituano.

## Roster 2017-2018
Aggiornato al 19 gennaio 2018.
|    | Naz.                                        | Ruolo | Sportivo             | Anno | Alt. | Peso |  |
| -- | ------------------------------------------- | ----- | -------------------- | ---- | ---- | ---- |  |
| 1  | Stati Uniti (bandiera)                      | PG    | LaMelo Ball          | 2001 | 191  | 70   |  |
| 3  | Stati Uniti (bandiera)                      | AP    | LiAngelo Ball        | 1998 | 197  | 96   |  |
| 5  | Lituania (bandiera)                         | P     | Gediminas Maceina    | 1984 | 188  | 74   |  |
| 6  | Lituania (bandiera)                         | A     | Eigirdas Žukauskas   | 1992 | 201  | 98   |  |
| 9  | Lituania (bandiera)                         | G     | Edvinas Šeškus       | 1995 | 196  | 80   |  |
| 10 | Lituania (bandiera)                         | PG    | Paulius Ivanauskas   | 1987 | 195  | 79   |  |
| 11 | Lituania (bandiera)                         | A     | Egidijus Dimša       | 1985 | 205  | 95   |  |
| 17 | Ucraina (bandiera)                          | P     | Denys Lukashov       | 1989 | 189  | 86   |  |
| 21 | Lituania (bandiera)                         | AP    | Martynas Linkevičius | 1985 | 197  | 95   |  |
| 22 | Lituania (bandiera)                         | AG    | Regimantas Miniotas  | 1996 | 206  | 100  |  |
| 31 | Lituania (bandiera)                         | AG    | Justas Sinica        | 1985 | 203  | 82   |  |
| 55 | Haiti (bandiera) · Stati Uniti (bandiera)   | C     | Kervin Bristol       | 1988 | 206  | 104  |  |
|    | Stati Uniti (bandiera) · Albania (bandiera) | P     | Rashaun Broadus      | 1984 | 180  | 86   |  |

### Staff tecnico
| Allenatore: | Virginijus Šeškus   |
| Assistente: | Mindaugas Arlauskas |

## Palmarès
- Lega Baltica: 1

2016-17
- Coppa di Lituania: 2

2013, 2014